# Oksana Udmurtova
Oksana Pavlovna Udmurtova (in russo Оксана Павловна Удмуртова?; 1º febbraio 1982) è un'ex lunghista e triplista russa.

## Palmarès

### Europei
- 1 medaglia:
  - 1 bronzo (Göteborg 2006 nel salto in lungo)